# Tigrul Alb (Ava Ayala)
White Tiger (Ava Ayala) este o supereroină care apare în benzile desenate americane publicate de Marvel Comics. Creată de Christos Gage și Tom Raney, personajul a apărut pentru prima dată în Avengers Academy numărul 20 (decembrie 2011). Ava Ayala este a cincea întruchipare a lui White Tiger. Ea este sora mai mică a lui Hector Ayala, precum și mătușa lui Angela del Toro. Personajul a fost, de asemenea, membru al Mighty Avengers și New Avengers în diferite momente ale istoriei sale.

## Istoricul publicațiilor
Ava Ayala a debutat în numărul douăzeci al seriei Avengers Academy din 2010, fiind creată de scriitorul Christos Gage și artistul Tom Raney. Ea a apărut mai târziu în Mighty Avengers din 2013, de Al Ewing. A apărut în seria New Avengers din 2015, tot de Al Ewing. Ea a apărut în antologia Marvel's Voices: Comunidades din 2021 și 2022.

## Biografia personajului fictiv
Ava, a cincea întruchipare a lui White Tiger, este sora lui Hector Ayala și o studentă la Avengers Academy. Ea a moștenit amuletul White Tiger de la fratele ei și a venit să trăiască cu familia surorii ei, Awilda, după ce Gideon Mace le-a ucis părinții. La momentul debutului său, Ava afirmă că White Tiger este un legat de familie pe care intenționează să-l onoreze. De asemenea, ea îl critică pe colegul ei Reptil pentru că nu este mai activ în comunitatea hispanică.
White Tiger s-a alăturat elevilor de la Avengers Academy în lupta împotriva Purificatorilor.
În cadrul poveștii Infinity, White Tiger și echipa Heroes for Hire reușesc să oprească planul lui Plunderer de a fura piese de robot. După ce Superior Spider-Man (cu mintea lui Doctor Octopus în corpul lui Spider-Man) îl înfruntă pe Plunderer și consideră echipa Heroes for Hire drept mercenari, White Tiger părăsește echipa și se alătură Mighty Avengers.
În timpul poveștii Inhumanity, White Tiger și Power Man îl ucid pe Shuma-Gorath combinându-și chi-ul. Mai târziu, ea încearcă să-l omoare pe Gideon Mace, înainte ca ceilalți membri ai Mighty Avengers să o oprească.
În timpul poveștii Secret Wars, White Tiger încearcă să se reconcilieze cu membrii supraviețuitori ai familiei sale. Aceștia sunt supărați că ea a ales un stil de viață violent și o amenință că o vor ucide dacă nu pleacă.
În evenimentul All-New, All-Different Marvel, White Tiger se alătură noii incarnații a New Avengers conduse de Sunspot.
Ava se luptă mai târziu cu nepoata ei, Angela del Toro, la Roma, moment în care zeii și amuletele lor tigrilor respective se contopesc.
În timpul atacului New Revengers asupra New Avengers la Avengers Base Two, Ava se luptă din nou cu Angela, distruge amuleta acesteia și o eliberează de influența Zeului Tigru. Cele două ajung apoi să ajute New Avengers să înfrunte New Revengers și un agent renegat al S.H.I.E.L.D. care vâna A.I.M.
După ce au înfrânt un grup renegat A.I.M., Ava și Angela discută despre viitorul lor, Ava întrebându-se cine va fi ales de Zeul Tigru să fie următorul White Tiger.

## Puteri și abilități
Amuleta White Tiger îi sporește lui Ava Ayala abilitățile fizice la niveluri supranaturale. În plus, ea deține gheare ascuțite și este antrenată în arte marțiale.

## Recepţie

### Răspuns critic
Adam Barnhardt de la ComicBook.com a numit-o pe Ava Ayala o „caracteră favorită a fanilor din Avengers,” scriind: „Deși este mistică la bază, White Tiger s-a regăsit adesea ca unul dintre personajele de nivel stradal pe care fanii Marvel și le-au dorit de mult în live-action.”
Evan Lewis de la MovieWeb a clasat-o pe Ava Ayala pe locul 6 în lista lor „10 personaje feminine pe care MCU ar trebui să le introducă în fazele viitoare,” spunând: „Ar fi o adăugire revigorantă și ar aduce ceva nou.”
Megan Nicole O'Brien de la Comic Book Resources a clasat-o pe Ava Ayala pe locul 8 în lista lor „Fiecare membru al Femeilor din Libertate.”
Daniel Kurland a clasat-o pe Ava Ayala pe locul 15 în lista lor „15 personaje obscure Marvel care merită propriul lor film.”
Jack Walters de la Screen Rant a numit-o pe Ava Ayala „White Tiger pe care cei mai mulți fani Marvel o cunosc și o iubesc din benzi desenate.”

## Alte versiuni
O variantă a universului alternativ a Avei Ayala din Earth-11080 apare în Marvel Universe vs. The Avengers. Această versiune este una dintre ultimele studente supraviețuitoare ale Avengers Academy, după o epidemie de virus. După ce ea, Mettle, Veil și Striker sunt infectați, aceștia încep să poarte Doomstones pentru a preveni ca virusul să preia controlul asupra lor, înainte ca Ava să fie ucisă de un Red Hulk infectat.

## În alte media

### Televiziune
- Ava Ayala / White Tiger apare în Ultimate Spider-Man, fiind interpretată de Caitlyn Taylor Love. În această versiune, ea este membră a programului de instruire S.H.I.E.L.D. pentru tinerii supereroi, alături de Spider-Man, Iron Fist, Power Man și Nova. De asemenea, ea are o istorie cu Kraven the Hunter, care le-a ucis pe bunicul și tatăl ei, ambii foste White Tiger, pentru amuleta lor familială, pe care Ava a moștenit-o. Totuși, puterile ei prezintă riscul de a o face mai agresivă și cu trăsături de pisică, ceea ce încearcă constant să controleze. În cel de-al treilea sezon, ea se alătură New Warriors.
- O variantă vampirică a Avei dintr-un univers alternativ apare în episodul "Return to the Spider-Verse", interpretată de Cree Summer.
- Ava Ayala / White Tiger apare și în Spidey and His Amazing Friends, fiind interpretată de Kylie Cantrall. În această versiune, ea poate comunica cu animalele.

### Jocuri video
- Ava Ayala / White Tiger, bazată pe incarnarea din Ultimate Spider-Man, apare în Disney Infinity 2.0 și Disney Infinity 3.0, fiind interpretată de Courtnee Draper.
- Ava Ayala / White Tiger apare în Marvel: War of Heroes.
- Ava Ayala / White Tiger este un personaj jucabil în Lego Marvel's Avengers, interpretată din nou de Caitlyn Taylor Love.
- Ava Ayala / White Tiger apare ca un personaj jucabil în Marvel Future Fight.
- Ava Ayala / White Tiger apare în Marvel: Avengers Alliance.
- Ava Ayala / White Tiger este un personaj jucabil în Lego Marvel Super Heroes 2, fiind interpretată de Skye Bennett.
- Ava Ayala / White Tiger apare în Marvel Snap.